# Ryan Craig (Dramatiker)
Ryan Craig (* 1972 in London) ist ein britischer Dramatiker.
Craig schreibt seit 1996 Theaterstücke. 2003 hatte er Erfolg mit dem Kriminalhörspiel Looking for Danny (BBC). 2005 wurde das Stück unter dem Titel Die einzige Waffe in einer deutschen Fassung von DLR Kultur produziert.